# توسيم بالنظير المشع

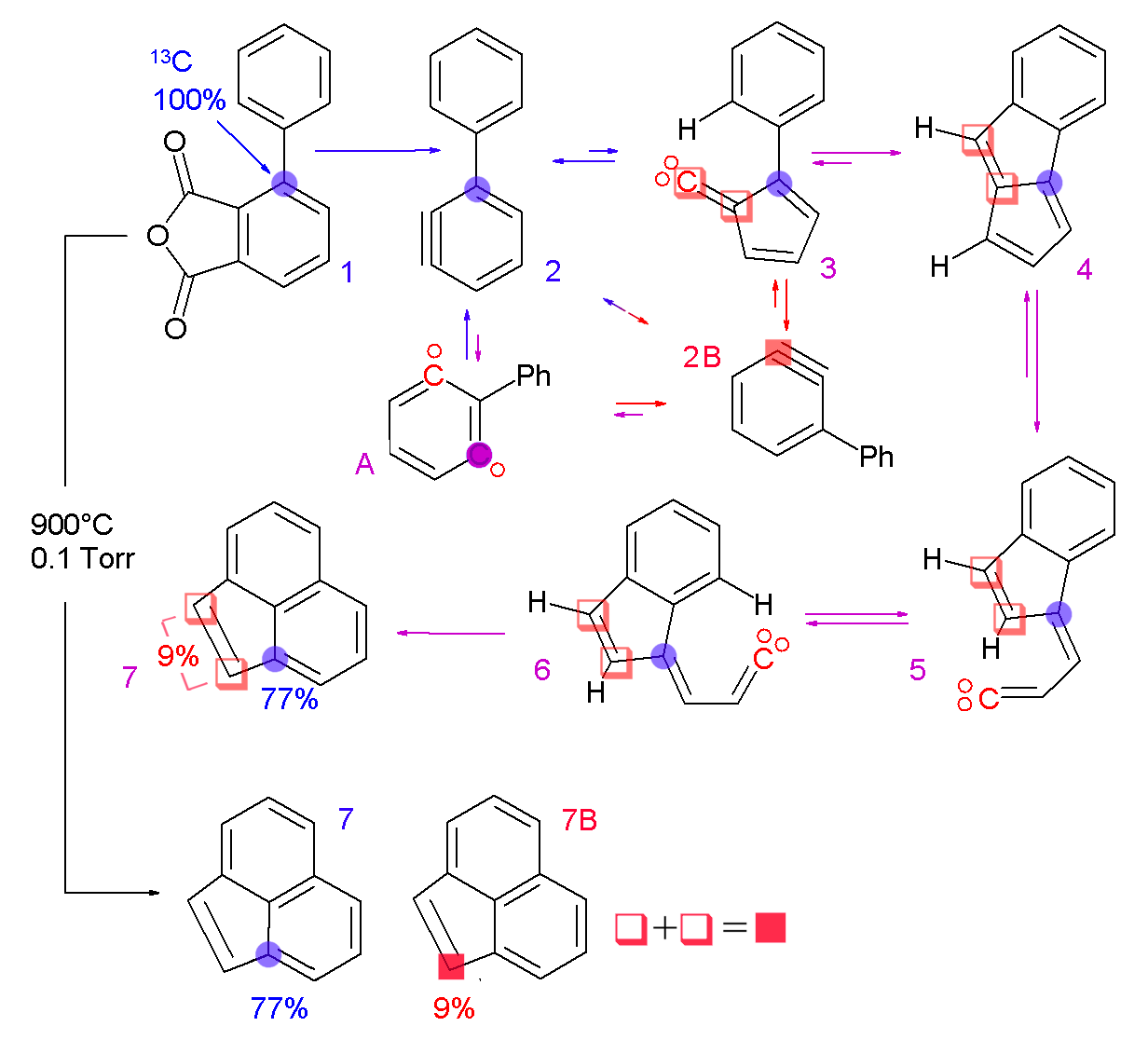

التوسيم بالنظير المشع  (أو الوسم النظيري) هي طريقة مستخدمة في مجال العلوم من أجل تمييز ذرتين أو جزيئين عن بعضهما البعض، رغم تماثل العدد الذري أو البنية الجزيئية، وذلك بسبب الوسم بنظير، مما يمكّن من تتبع ذلك في وسط ما باستخدام وسائل تحليلية ملائمة مثل مطيافية الكتلة ومطيافية الرنين المغناطيسي النووي.

## تطبيقات
يمكن استخدام التوسيم بالنظير المشع كوسيلة للتحليل الكمي في مطيافية الكتلة. في حال وجود جزيئين مختلفين لهما نفس الكتلة الجزيئية (متساوي الكتل)، فإن الطيف سيظهر أن للمادتين نفس الكتلة. بإجراء عملية وسم نظيري للمادتين بموضعين مختلفين، وباستخدام تقنية مطيافية الكتلة المترادفة (Tandem mass spectrometry) يمكن الفصل بين المركبين، بنسب كل شظية إلى أصلها.
هنالك نموذجين من التوسيم بالنظير المشع للتحليل الكمي، أحدهما هو وسم الكتلة المترادفة  (TMT) والآخر هو تقنية iTRAQ وسم متساوي الكتل للتحديد الكمي المطلق والنسبي.